# Calliandra calycina
Calliandra  calycina es una especie americana perteneciente a la subfamilia de las Mimosóideas dentro de las leguminosas (Fabaceae).

## Distribución
Es originaria de Brasil donde se encuentra en la Caatinga, distribuida por  Bahía (Brasil).

## Taxonomía
Calliandra  calycina fue descrita por  George Bentham  y publicado en Flora Brasiliensis 15(3): 419. 1876.
Etimología
Calliandra: nombre genérico derivado del griego kalli = "hermoso" y andros = "masculino", refiriéndose a sus estambres bellamente coloreados.
calycina: epíteto que proviene de las palabras griegas καλυξ, υκοϛ, calyx = "cáliz" y el adjetivo -ινοϛ = "composición, color".
Sinonimia
- Calliandra angusta Renvoize
- Calliandra jacobiana Renvoize
- Calliandra robusta Renvoize
- Feuilleea calycina (Benth.) Kuntze[3]